# Vivica Genaux
Vivica Genaux (Fairbanks, Alaska, 10 de julio de 1969) es una mezzosoprano norteamericana. Su padre era profesor de bioquímica en la Universidad de Alaska en Fairbanks y su madre era profesora de lengua. Ha cantado en óperas como El Barbero de Sevilla en la Ópera Metropolitana de Nueva York, La Italiana en Argel en la Ópera Nacional de París y La Cenerentola en la Ópera de Dallas y en la Bayerische Staatsoper.

## Educación y carrera
Empezó sus estudios vocales de joven con la soprano dramática norteamericana Dorothy Dow. Después estudió con Nicola Rossi-Lemeni y con Virginia Zeani en la Universidad de Indiana en Bloomington y, más tarde, estudió con Claudia Pinza (hija del bajo Ezio Pinza). 
Empezó su carrera profesional, se especializa en retratos encantadores de las heroínas cómicas de Gioachino Rossini (Rosina en Il barbiere di Siviglia, Isabella en L'italiana en Algeri, Angelina en La Cenerentola). Ha interpretado estos papeles más de doscientas veces con muchas de las mejores compañías de ópera de Estados Unidos (incluido el Metropolitan Opera House y las Óperas de San Francisco, Dallas, Seattle, San Diego, Pittsburgh y  Minnesota), así como en París, Viena, Berlín, Ámsterdam, Dresde, Múnich, Montreal, Tel Aviv, Verona, Santiago y Perth.
Su actuación como protagonista en la ópera de Georg Friedrich Händel Arminio fue su primera interpretación barroca y continúa ampliando su repertorio, el cual actualmente incluye 28 papeles, 20 de los cuales son papeles con calzones  (una mujer —a menudo una mezzosoprano— que interpreta a un personaje masculino).

### Interpretaciones destacadas
Dentro de su carrera pueden destacarse las siguientes interpretaciones: Bruselas (La Monnaie) y París (Champs-Elysées) en Marco Antonio e Cleopatra, dirigido por su mentor, el director René Jacobs; el oratorio recientemente redescubierto de Alessandro Scarlatti La Santissima Trinità, en París, Palermo y Lyon, el cual fue su primera colaboración con Fabio Biondi y su Europa Galante; la ópera de Christoph Willibald Gluck, Orfeo y Eurídice, en la Ópera de Los Ángeles; un recital de Kurt Weill en el Carnegie Hall; Rosina, en la Deutsche Staatsoper de Berlín, en la Ópera Estatal de Viena y en la Ópera Metropolitana; en la Ópera Nacional de París (Barbiere y Alcina); un concierto en la Staatsoper Unter den Linden, con René Jacobs, y con el Akademie für Alte Musik interpretando la música de su álbum Arias para Farinelli; El sueño de una noche de verano, de Felix Mendelssohn, en París y en Hong Kong, con Kurt Masur y con la Orquesta Nacional de Francia; Rinaldo, en Montpellier e Innsbruck; en la Ópera de Minnesota, Lucrezia Borgia, I Capuleti ed i Montecchi y Semiramide; Urbain en Les Huguenots para la inauguración del nuevo teatro de ópera de Bilbao; Hassem, en la ópera de Donizetti Alahor in Granata en Sevilla; Selimo en la ópera de Hasse, Solimano, en la Deutsche Staatsoper de Berlín; Juno/Ino en la obra de Handel, Semele en Ópera de la Ciudad de Nueva York y siete apariciones en el Caramoor Festival.
Patricia Godes dice de su forma de cantar: "Su vitalidad y su técnica le permiten enfrentarse a los trinos y florituras más complicados y difíciles de la tradición más extrema del bel canto como si fueran un mero pasatiempo para su garganta de mezzosoprano superdotada. El placer de escucharle subir y bajar escalas, repiquetear, trinar y gorjear es casi físico."

## Grabaciones
- A Tribute to Faustina Bordoni, Cappella Gabetta, Vivica Genaux & Andrés Gabetta, 2012 Sony

- Vivaldi Oracolo in Messenia, Ann Hallenberg, Europa Galante, Franziska Gottwald, Julia Lezhneva, Magnus Staveland, Romina Basso, Vivica Genaux & Xavier Sabata, 2012 EMI/Virgin

- Bel Canto Arias (solo) – Donizetti/Rossini con Ensemble Orchestral de Paris, John Nelson, 2011 EMI/ERATO/VIRGIN CLASSICS 7243 5 45615 2 8

- Hasse: Sanctus Petrus et Sancta Maria Magdalena, Michael Hofstetter, Vivica Genaux, Ludwigsburger Schlossfestspiele Orchestra, Heidrun Kordes, Jacek Laszczkowski, Terry Wey, Kirsten Blaise & Ludwigsburger Schlossfestspiele Choir, 2010 Oehms

- Pyrotechnics. Vivaldi Opera Arias con Europa Galante. Fabio Biondi, 2009 Virgin Classics.

- L'Atenaide (Teodosio) – Vivaldi con Modo Antiquo & Federico Sardelli, director. NAÏVE OP30438 3 CD  U.S. Lanzado el 22 de agosto de 2007

- Handel & Hasse Arias & Cantatas (solo) con Les Violins du Roy, Bernard Labadie, director. VIRGIN CLASSICS (1 CD) 7243 5 45737 2 9 U.S. Lanzado en septiembre de 2006

- Bajazet (Irene) – Vivaldi, Grammy Nominated con Europa Galante, Fabio Biondi, director. VIRGIN VERITAS 45676-2 U.S. Lanzado en mayo de 2005

- La Santissima Trinità (Teología) – Scarlatti con Europa Galante, Fabio Biondi, director. VIRGIN VERITAS 5456662 (1 CD) Lanzado en mayo de 2004

- Bel Canto Arias (solo) – Donizetti/Rossini con Ensemble Orchestral de Paris, John Nelson, director. VIRGIN CLASSICS 7243 5 45615 2 8 Lanzado en septiembre de 2003

- Rinaldo (personaje principal) – Handel, René Jacobs, director. HARMONIA MUNDI HMC 901796.98  Lanzado en mayo de 2003

- Arias for Farinelli (solo) – Artistas diversos, Nominado al Grammy con Akademie für Alte Musik, René Jacobs, director. HARMONIA MUNDI HMC 901778 Lanzado en 2002

- Arminio (personaje principal) – Handel, con Il Complesso Barocco, Alan Curtis, director. VIRGIN Veritas 5 45461 2 Lanzado en agosto de 2001

- An Evening of Arias and Songs (solo) – Varios artistas, EPCASO 93515 04012 Lanzado en junio de 1999

## Vida personal
Su interés por la música barroca europea la ha llevado a vivir en la ciudad de Venecia.

## Galería

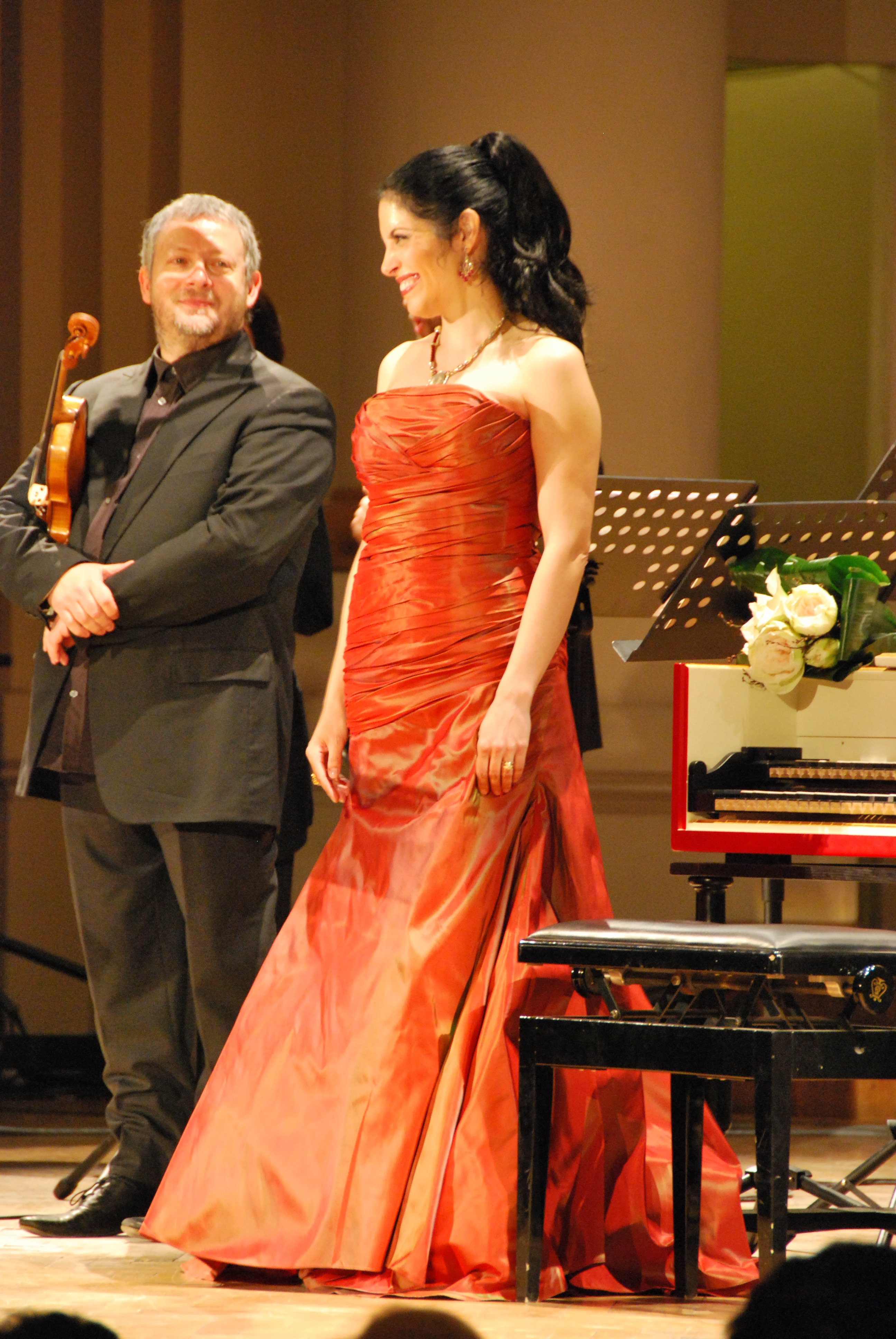
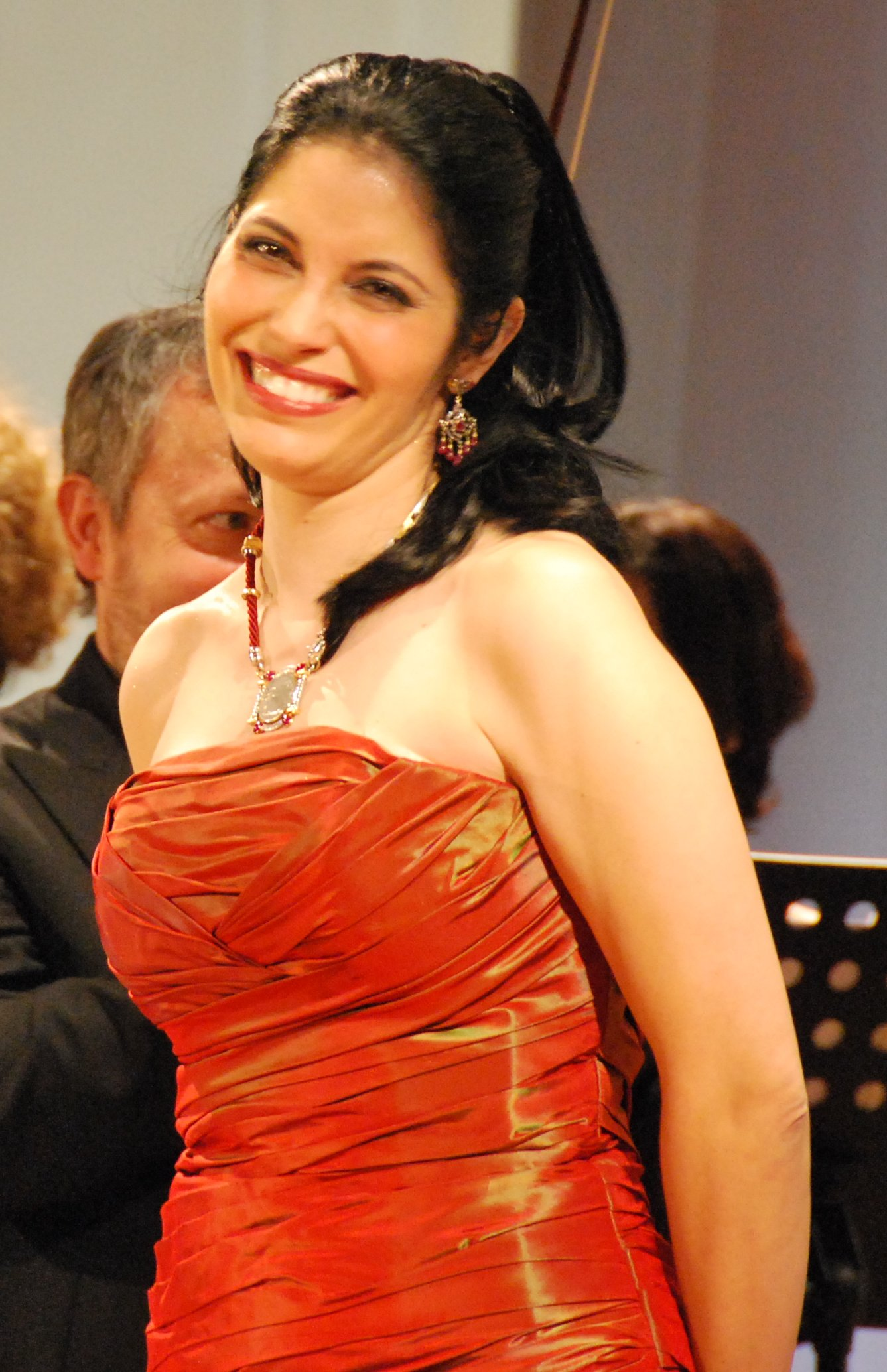
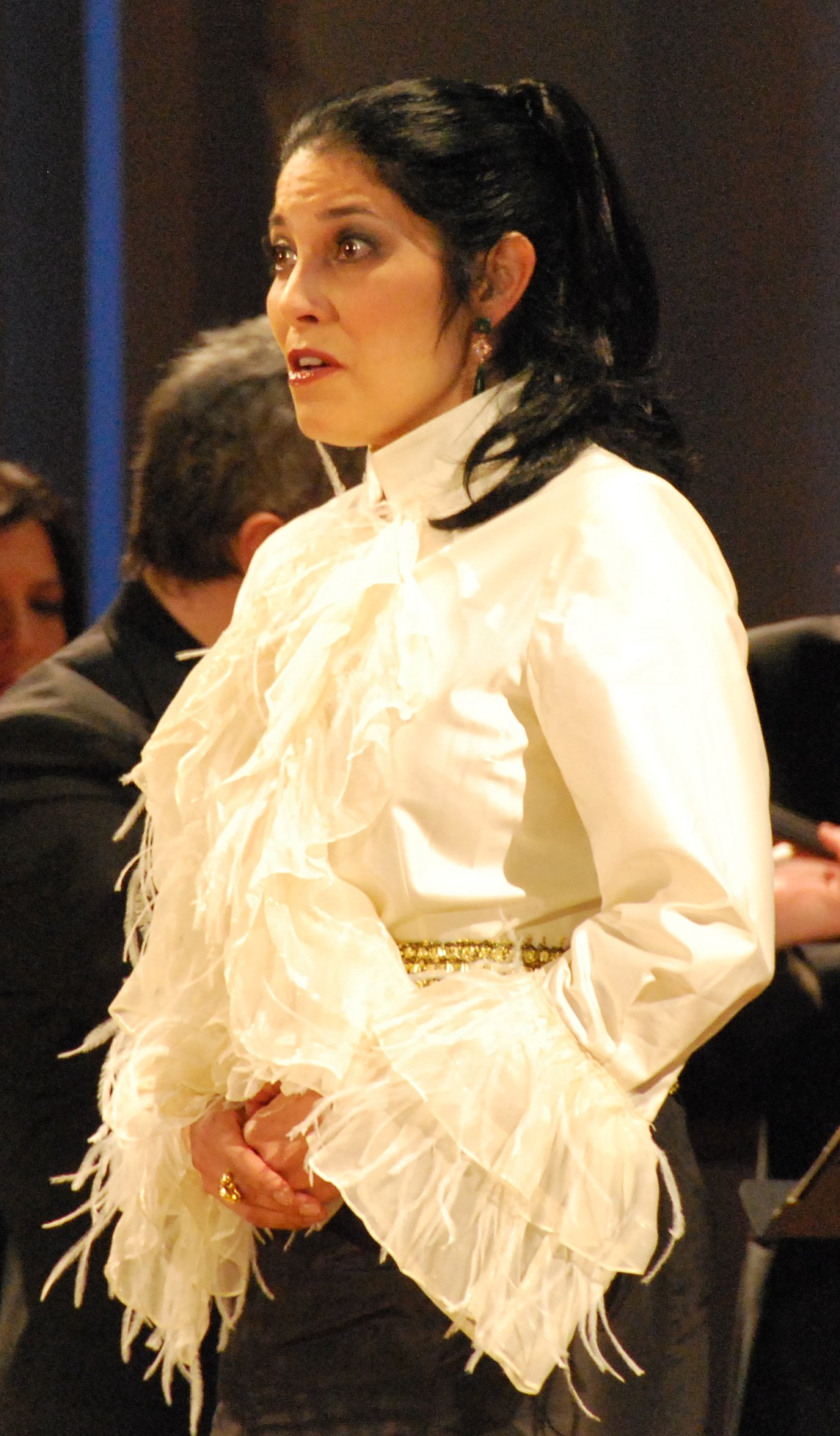
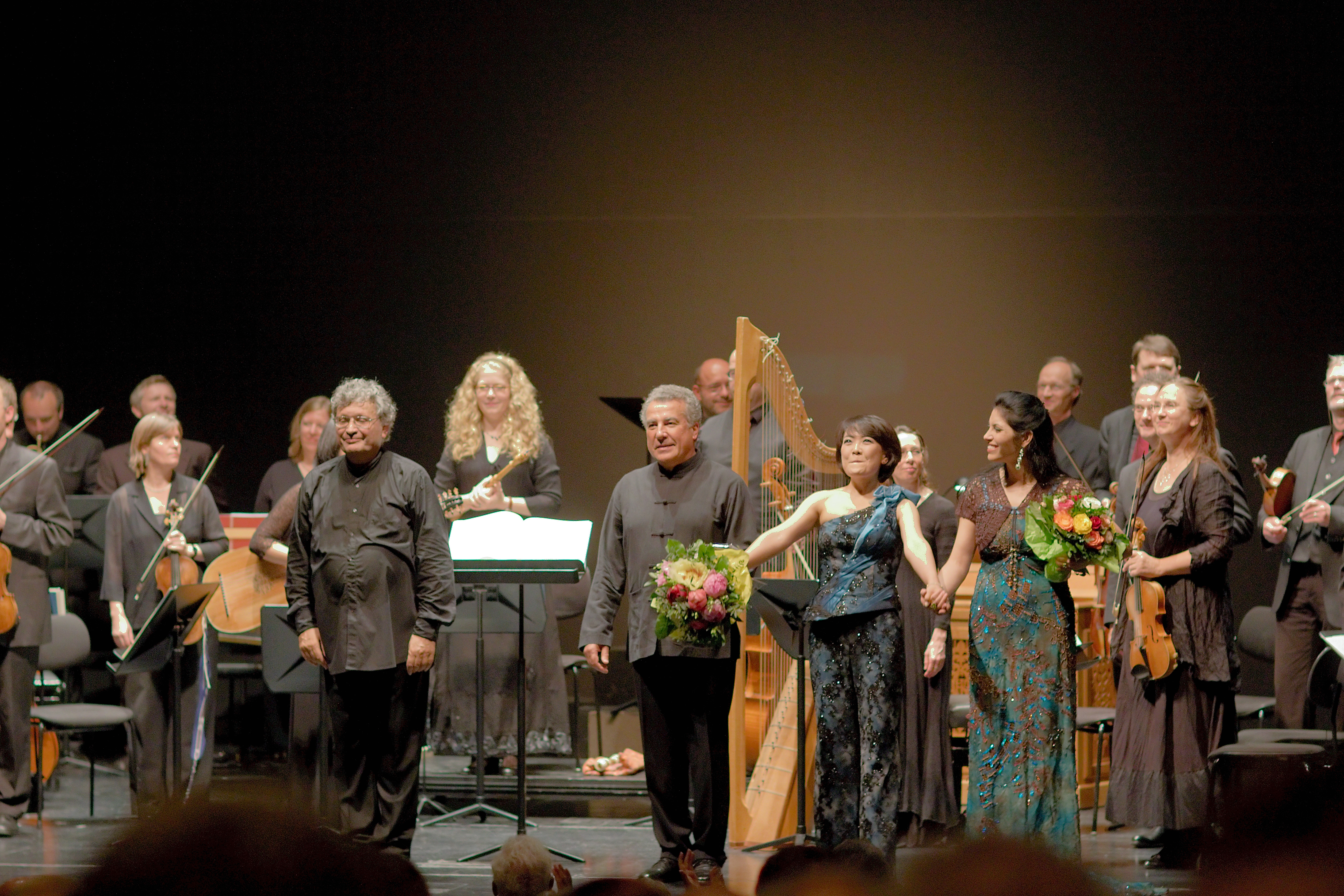
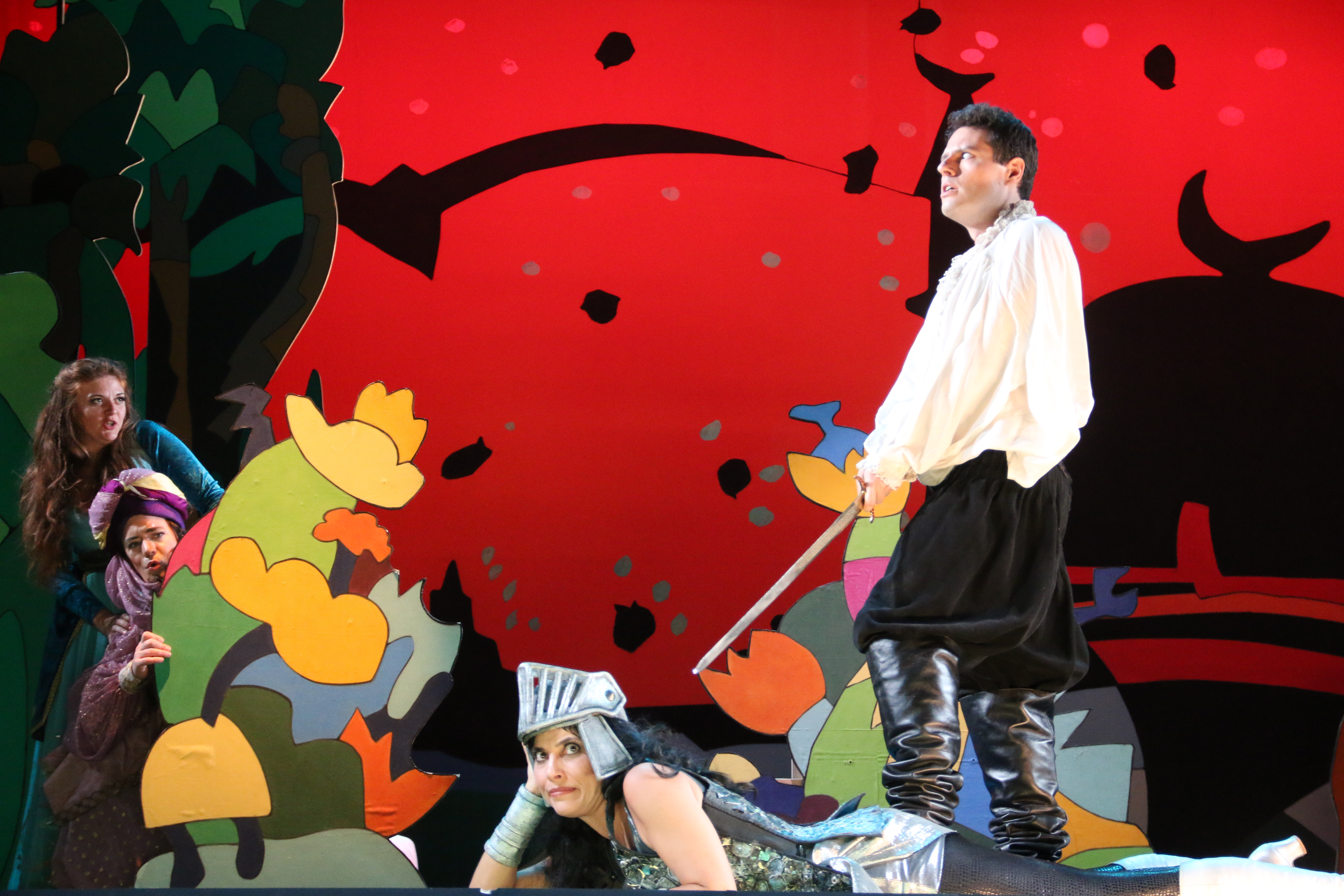